# Autista spaziale
Autista spaziale (Space Jockey) è un racconto di fantascienza pubblicato nel 1947 dello scrittore statunitense Robert A. Heinlein.
Fa parte del ciclo della Storia futura.

## Storia editoriale
Scritto nell'ottobre 1946, fu pubblicato per la prima volta nel numero del 26 aprile 1947 della rivista The Saturday Evening Post. In seguito è stato incluso nelle raccolte di opere di Heinlein Le verdi colline della Terra. 10 racconti (The Green Hills of Earth del 1951) e La storia futura (The Past Through Tomorrow del 1967).
Ne esistono diverse traduzioni in italiano: quella di Ugo Malaguti con il titolo Gente di domani è stata pubblicata nel 1975 dalla Libra Editrice nel n. 32 della rivista-collana Nova SF*, quella di Paolo Busnelli che si intitola Camionista spaziale è stata pubblicata dalla Armenia Editore nel 1978 nella raccolta Le verdi colline della Terra. 10 racconti e poi di nuovo nel 1980.
Per l'edizione di The Past Through Tomorrow Heinlein ha apportato molte lievi modifiche alle opere del ciclo della Storia futura per aggiornarle e migliorarne la coerenza interna, su questa versione dei testi è basata la traduzione in italiano di Giuseppe Lippi intitolata Autista spaziale pubblicata nel 1987 e nel 1998 nell'antologia La storia futura.

## Trama
La storia è ambientata in un futuro prossimo.
Descrive con toni realistici una giornata della vita di Jake Pemberton, il pilota di una nave spaziale passeggeri su una rotta di linea tra la Terra e la Luna, che affronta problemi lavorativi da un lato e personali dall'altro.
Pemberton deve fare i conti con il figlio ribelle di un VIP in visita alla sala di controllo e ricalcolare la traiettoria quando il bambino viziato manda il razzo fuori rotta, poi deve decidere se disfarsi del carico per conservare carburante sufficiente a raggiungere la destinazione, inoltre deve far fronte alle richieste dei superiori.
La storia inizia con una scena conflittuale tra Jake e la moglie, che è infelice per i suoi orari irregolari e vorrebbe che facesse un lavoro a terra.
Negli intervalli tra gli eventi imprevisti, sulla nave spaziale, il pilota scrive e riscrive una lettera alla moglie, cercando nel contempo di decidere se abbandonare il lavoro per cui è così ben adattato.
La storia si conclude sulla Luna, dove Pemberton accetta di trasferirsi per ottenere una posizione più redditizia, poi chiama la moglie ed è sollevato quando lei è d'accordo.

### Edizioni
- Robert A. Heinlein, Autista spaziale, in La storia futura (antologia), collana Urania Classici, traduzione di Giuseppe Lippi, vol. 2, n. 251, Mondadori, febbraio 1998,  pp. 37-65, ISSN 1120-4966 (WC · ACNP).

- (EN) Robert A. Heinlein, Space Jockey (testo completo), su Baen Ebooks. URL consultato il 12 dicembre 2024.

### Fonti critiche
- Giuseppe Lippi, Nota, in La storia futura (antologia), collana Urania Classici, vol. 1, n. 241, Mondadori, aprile 1997,  p. 14, ISSN 1120-4966 (WC · ACNP).
«Le traduzioni sono state rifatte appositamente, con l'eccezione di L'uomo che vendette la luna e Requiem che erano già apparsi a cura di Lia Volpatti e Paola Francioli.»

- Damon Knight, Introduzione, in La storia futura (antologia), collana Urania Classici, traduzione di Giuseppe Lippi, vol. 2, n. 251, Mondadori, febbraio 1998, ISSN 1120-4966 (WC · ACNP).

- (EN) James Daniel Gifford, The New Heinlein Opus List, in Robert A. Heinlein: A Reader's Companion (PDF), Nitrosyncretic Press, 2000, ISBN 978-0-9679874-1-5. URL consultato il 12 dicembre 2024.